# Championnats du monde de course d'orientation 2012
Navigation
Édition précédente Édition suivante
Les championnats du monde de course d'orientation 2012, vingt-neuvième édition des championnats du monde de course d'orientation, ont lieu du 14 au 21 juillet 2012 à Lausanne, en Suisse.

## Podiums
Femmes
| Épreuves                | Or                                                    | Argent                                                  | Bronze                                                            |
| ----------------------- | ----------------------------------------------------- | ------------------------------------------------------- | ----------------------------------------------------------------- |
| Femmes Sprint           | Suisse Simone Niggli-Luder                            | Danemark Maja Alm                                       | Suède Annika Billstam                                             |
| Femmes moyenne distance | Finlande Minna Kauppi                                 | Suède Tove Alexandersson                                | Russie Tatjana Rjabkina                                           |
| Femmes Longue distance  | Suisse Simone Niggli-Luder                            | Finlande Minna Kauppi                                   | Suède Annika Billstam                                             |
| Femmes Relais           | Suisse Ines Brodmann Judith Wyder Simone Niggli-Luder | Suède Annika Billstam Helena Jansson Tove Alexandersson | Norvège Silje Ekroll Jahren Mari Fasting Anne M. Hausken Nordberg |

Hommes
| Épreuves                | Or                                              | Argent                                             | Bronze                                              |
| ----------------------- | ----------------------------------------------- | -------------------------------------------------- | --------------------------------------------------- |
| Hommes Sprint           | Suisse Matthias Kyburz                          | Suisse Matthias Merz                               | Suisse Matthias Müller                              |
| Hommes moyenne distance | Lettonie Edgars Bertuks                         | Russie Valentin Novikov                            | Suisse Fabian Hertner                               |
| Hommes Longue distance  | Norvège Olav Lundanes                           | Suisse Matthias Merz                               | Lettonie Edgars Bertuks                             |
| Hommes Relais           | Tchéquie Tomáš Dlabaja Jan Šedivý Jan Procházka | Norvège Magne Dæhli Carl Waaler Kaas Olav Lundanes | Suède Jonas Leandersson Peter Öberg Anders Holmberg |

## Tableau des médailles
- Pays organisateur

| Rang  | Nation   | Or | Argent | Bronze | Total |
| ----- | -------- | -- | ------ | ------ | ----- |
| 1     | Suisse   | 4  | 2      | 2      | 8     |
| 2     | Norvège  | 1  | 1      | 1      | 3     |
| 3     | Finlande | 1  | 1      | 0      | 2     |
| 4     | Lettonie | 1  | 0      | 1      | 2     |
| 5     | Tchéquie | 1  | 0      | 0      | 1     |
| 6     | Suède    | 0  | 2      | 3      | 5     |
| 7     | Russie   | 0  | 1      | 1      | 2     |
| 8     | Danemark | 0  | 1      | 0      | 1     |
| Total | Total    | 8  | 8      | 8      | 24    |